# Bourgaltroff

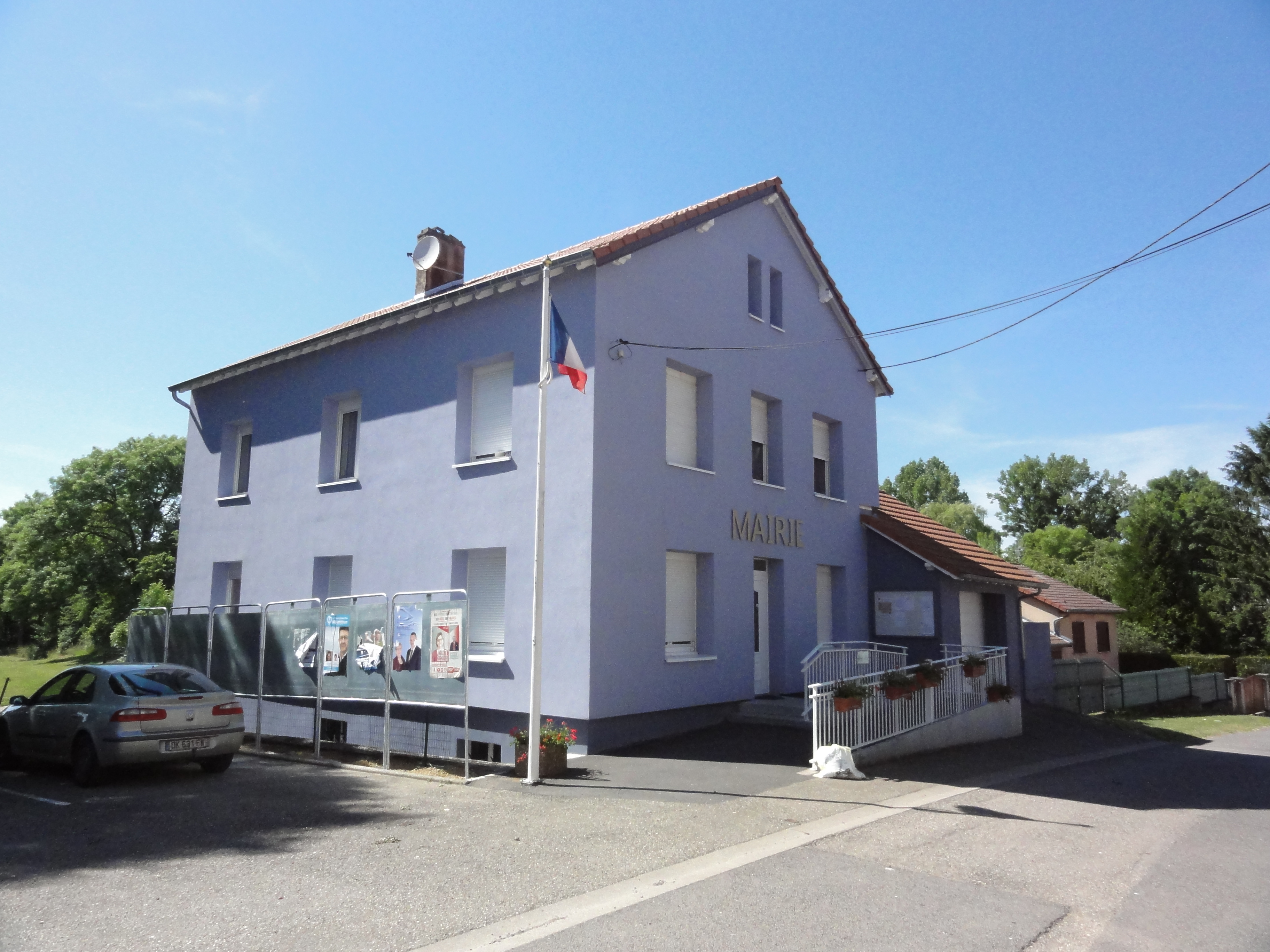
Rathaus

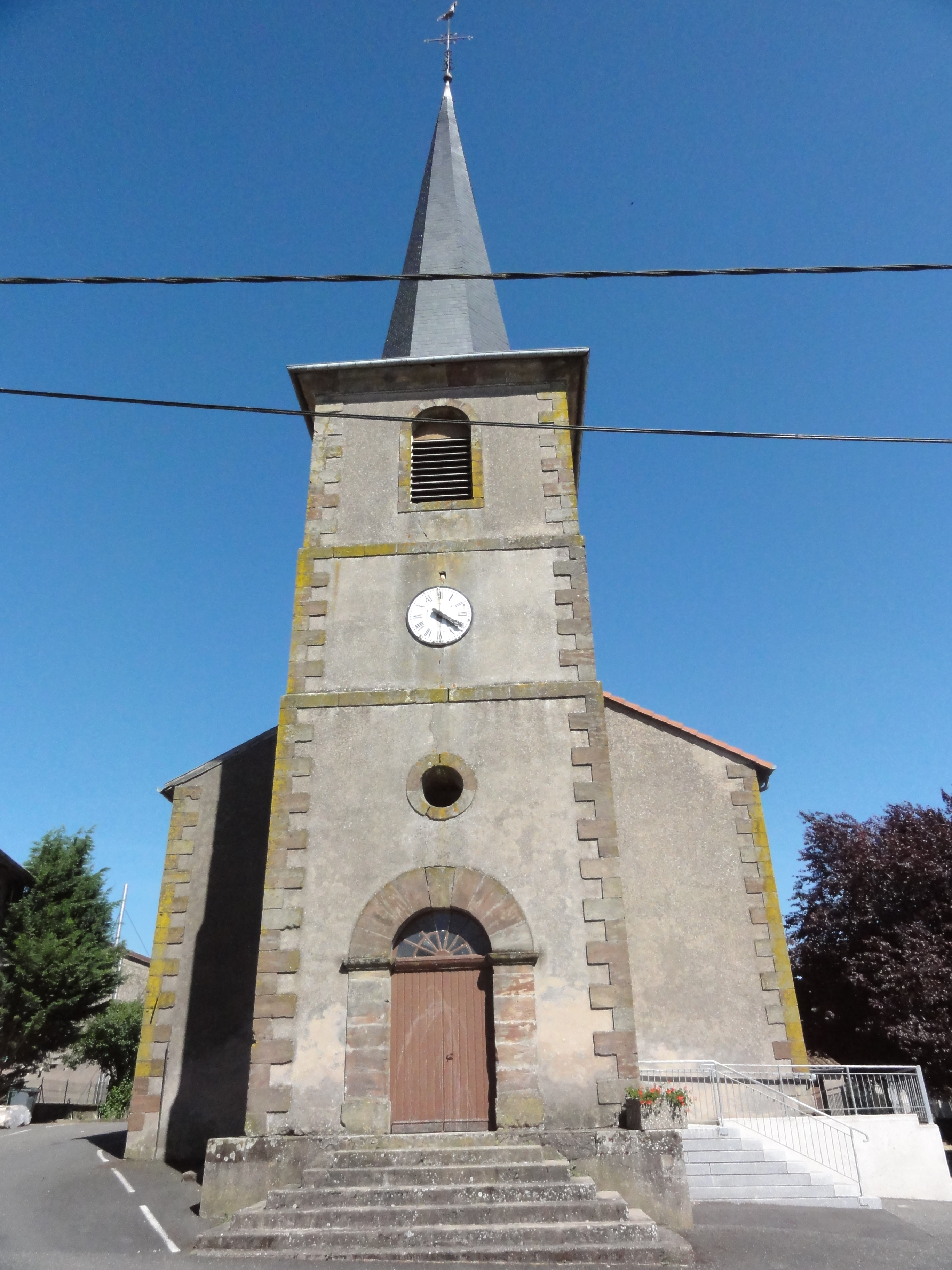
Kirche Saint-Wendelin

Bourgaltroff (deutsch Burgaltdorf) ist eine französische Gemeinde mit 226 Einwohnern (Stand 1. Januar 2022) im Département Moselle in der Region Grand Est (bis 2015 Lothringen). Sie gehört zum Kommunalverband Saulnois.

## Geographie
Die Gemeinde Bourgaltroff liegt im Saulnois (Salzgau), 76 Kilometer nordwestlich von Straßburg, 26 Kilometer nordwestlich von Sarrebourg (Saarburg) und sieben Kilometer nordöstlich von Dieuze (Duß), zwischen den Nachbargemeinden Guébling (Gebling) im Südwesten und Marimont-lès-Bénestroff (Morsberg) im Nordosten. Der Weiler Bédestroff (Beidersdorf) gehört zur Gemeinde und liegt östlich des Ortskerns.

## Geschichte
Überlieferte Ortsbezeichnungen sind Burigaltorff (1301) und Altorff près de Wergaville, Buraltorff (1525). In einer Urkunde aus dem Deutschen Bauernkrieg (1524–1526) von 1525 wurde der Ort als Burgk-et-Alstroff bezeichnet. Der zugehörige Weiler Beidersdorf wurde als Bederstorff 1310 erstmals urkundlich erwähnt.
Die Ortschaft gehörte dem Bistum Metz. Ab dem 8. Jahrhundert unterstand die örtliche Pfarrei der Abtei Sankt Peter und Paul in Wissembourg (Weißenburg). Burg und Herrschaft gehörten zur Grafschaft Zweibrücken. Es soll hier einst ein Templerhaus im Norden des Dorfs vor coté boisée du Bénespère gestanden haben. Jedenfalls gab es hier einmal ein Schloss. 1556 war ein Graf Fugger Herr des Orts.
1793 erhielt die Ortschaft als Bourgaltroff et Biderstroff im Zuge der Französischen Revolution (1789–1799) den Status einer Gemeinde und 1801 als Bourg-Altroff das Recht auf kommunale Selbstverwaltung. Es gehörte von 1801 bis 1871 zum früheren Département Meurthe.
Durch den Frankfurter Frieden vom 10. Mai 1871 kam die Region an Deutschland. Das Dorf wurde dem Kreis Château-Salins im neu gegründeten Departement Mosel, Bezirk Lothringen, im Reichsland Elsaß-Lothringen zugeordnet. Die Dorfbewohner betrieben Wein-, Obst- und  Gemüsebau. Nach dem Ersten Weltkrieg musste die Region aufgrund der Bestimmungen des Versailler Vertrags 1919 an Frankreich abgetreten werden. Die Verwaltungseinheit Departement Mosel blieb erhalten, wurde jedoch in Département Moselle umbenannt. Im Zweiten Weltkrieg war die Region von der deutschen Wehrmacht besetzt.

### Bevölkerungsentwicklung
| Jahr      | 1962 | 1968 | 1975 | 1982 | 1990 | 1999 | 2007 | 2019 |
| Einwohner | 246  | 251  | 207  | 226  | 238  | 239  | 280  | 239  |

## Wappen
Das Wappen der Gemeinde ist auf der rechten Hälfte rot und zeigt einen rechten Arm mit blauem Ärmel, der aus einer silbernen Wolke kommt. Der Arm hält ein silbernes Schwert mit goldenem Knauf, über dem zwei goldene Kieselsteine schweben. Diese Hälfte entspricht dem Wappen des Bistums Metz. Die linke Hälfte ist golden und zeigt einen roten Löwen. Der Löwe stammt vom Wappen der Grafschaft Zweibrücken.